# Грайфсвальд
Грайфсвальд (нім. Greifswald [ɡʁaɪfsvalt]) — університетське місто в Німеччині, місто земельного підпорядкування, ганзейське місто (нім. Hansestädte), розташоване в землі Мекленбург-Передня Померанія. Адміністративний центр району Передня Померанія-Грайфсвальд.
Площа — 50,50 км2. Населення становить 59 282 осіб (станом на 31 грудня 2020). Офіційний код — 13 0 01 000.
Місто поділяється на 16 міських районів.

## Історія
У 1199 році данські ченці-цистерціанці заснували Елденське абатство. У 1241 році герцог Померанії дозволив проводити поряд з абатством щотижневий ярмарок. Він став відправним пунктом у розвитку міста Грайфсвальд. У 1248 році вперше в історичному документі згадується oppidum Gripheswald, приналежний до Елденського абатства. Любецьке міське право місто здобуло 14 травня 1250 року. У 1278 році Грайфсвальд увійшов до Ганзейського союзу торгових міст. 1453 року засновано університет. Лютеранство було запроваджено в 1531 році. У 1539 році знову відкрився університет, тепер уже протестантський.
Під час Тридцятилітньої війни (1618–1648) місто було окуповане кайзерівськими військами до 1631 року, коли місто захопили шведи. За Вестфальським миром Швеція отримала Померанію, а отже і Грайфсвальд. Пруссія не могла змиритися з втратою Померанії, тож в наступні десятиліття були часті криваві конфлікти та облоги міста. У 1815 році внаслідок Наполеонівських війн шведська Померанія знову стала прусською. Грайфсвальд увійшов у новостворену прусську провінцію Померанія. Тривалий мирний період сприяв економічному зростанню міста.
З 1939 року села Вік (Wieck) та Ельдена, з яких і зародився Грайфсвальд, було приєднано до міста. Мирна здача міста в 1945 році дозволила уникнути руйнувань та зберегти життя багатьом жителям.

## Університет
Грайфсвальдський університет було засновано 17 жовтня 1456 року; він є другим найстарішим університетом у регіоні Балтійського моря і сьомим найстарішим в Німеччині. До заснування університету доклав великих зусиль бургомістр Грайфсвальда (і перший ректор) Генріх Рубеном. Університет був заснований з дозволу короля і після одержання схвалення (привілею) папи під захистом померанського герцога Вартіслава IX.
В інституті фізики університету Грайфсвальда в період з 1917 по 1920 працював Йоганнес Штарк, що отримав в 1919 році Нобелівську премію з фізики.

## Визначні місця
У місті збереглися три церкви, побудовані в стилі цегляної готики.
- Собор Святого Миколая (Dom St. Nikolai) — XIII століття.
- Церква Святої Марії (St.-Marien-Kirche) — XIII століття.
- Церква Святого Якоба (St.-Jacobi-Kirche) — XIII століття.

Окрім того цікавими пам'ятками є:
- Грайфсвальдська стара ратуша — XIII століття, готика-бароко
- Старий цвинтар «Alter Friedhof»
- Готичні житлові будинки № 11 і 15 на площі Ринок
- Померанський земельний музей (Pommersches Landesmuseum), класицизм
- Головний корпус університету, 1747 р., бароко
- Університетська бібліотека (за планами Мартіна Гропіуса)
- Старі портові склади

## Відомі жителі
- Ганс Фаллада — німецький письменник
- Каспар Давид Фрідріх — німецький художник
- Рудольф Петерсгаген
- Вольфганг Кеппен — німецький письменник
- Герхард Домагк — лауреат Нобелівської премії з фізіології і медицини.
- Йоханнес Штарк — лауреат Нобелівської премії з фізики.
- Отто фон Бісмарк — німецький канцлер.
- Бернгард фон Бюлов — рейхсканцлер Німецької імперії.
- Карл Християн Фрідріх фон Ледебур — ботанік.
- Фелікс Оберлендер — медик, засновник урології.
- Ернст Бернгейм — історик, джерелознавець.
- Генріх Циммер — філолог, кельтолог
- Ернст Георг Наук — бактеріолог, фахівець з тропічної медицини та гігієни.
- Еріх Ауербах — літературознавець, філолог-романіст.
- Фелікс Гаусдорф — професор математики.
- Тоні Кроос — німецький футболіст, уродженець міста.

## Галерея

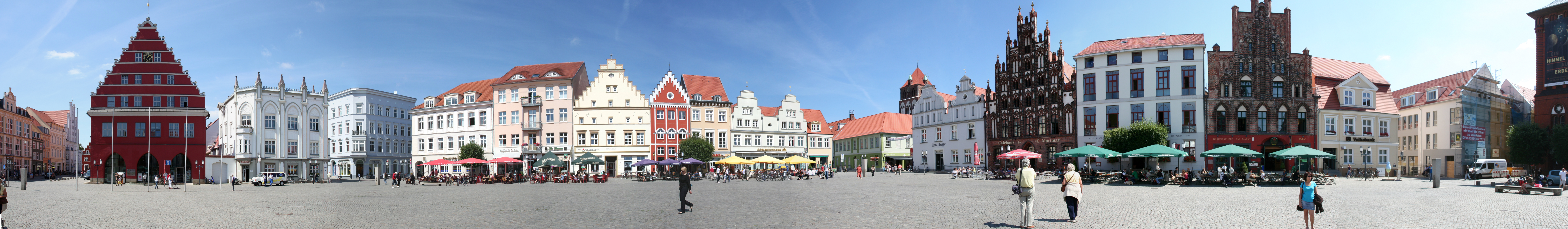
Панорама Ринкової площі Грайфсвальда

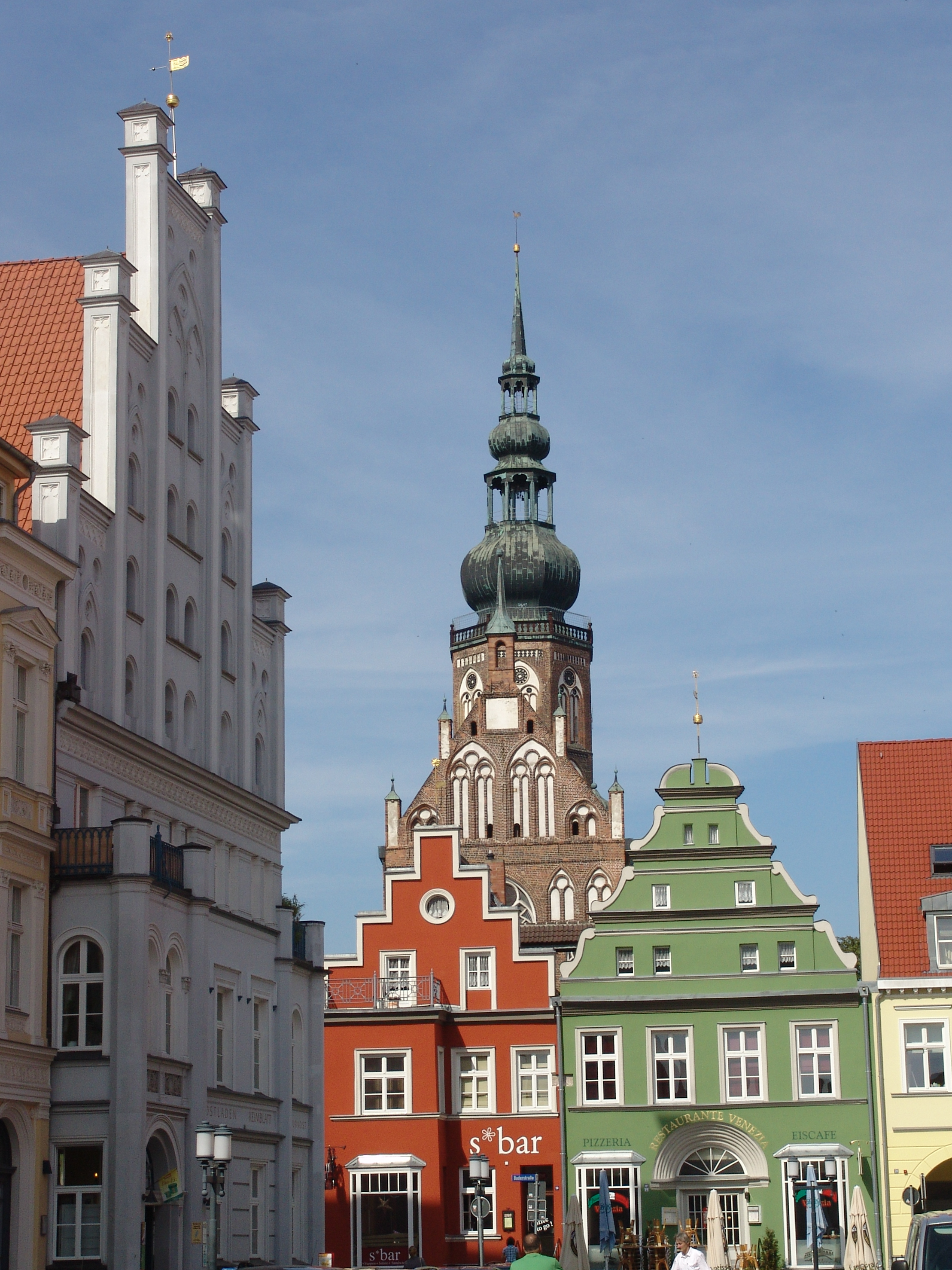
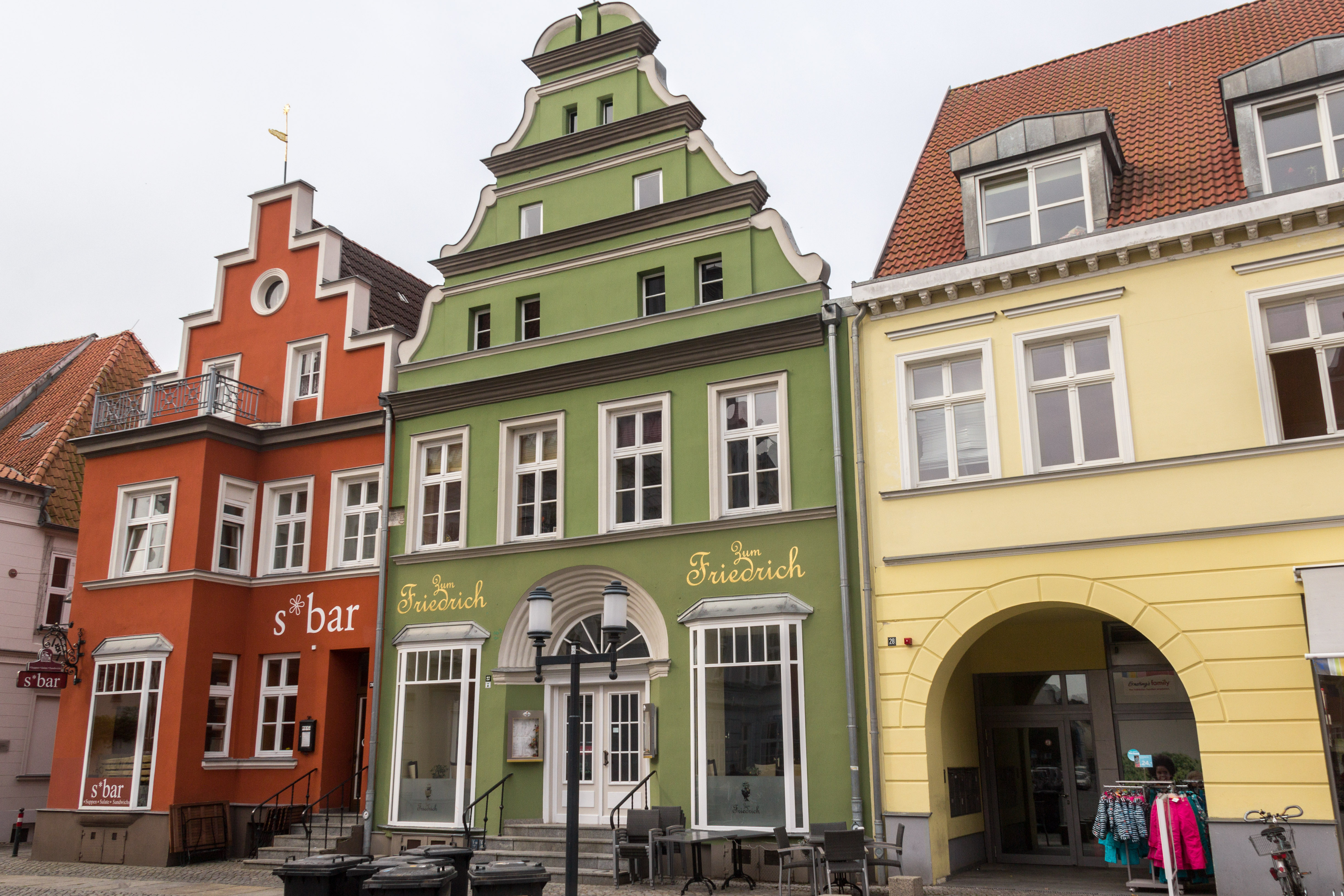
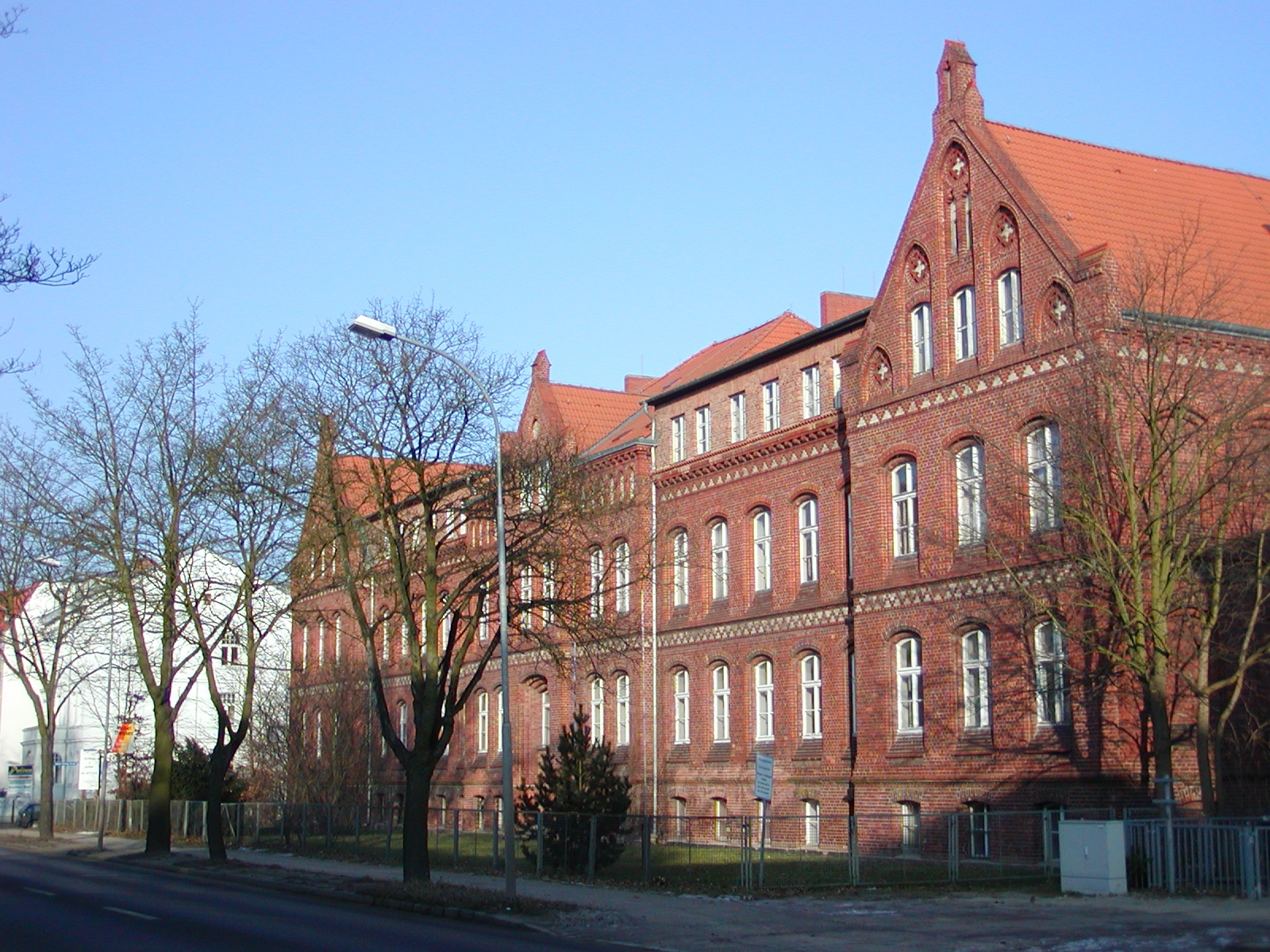
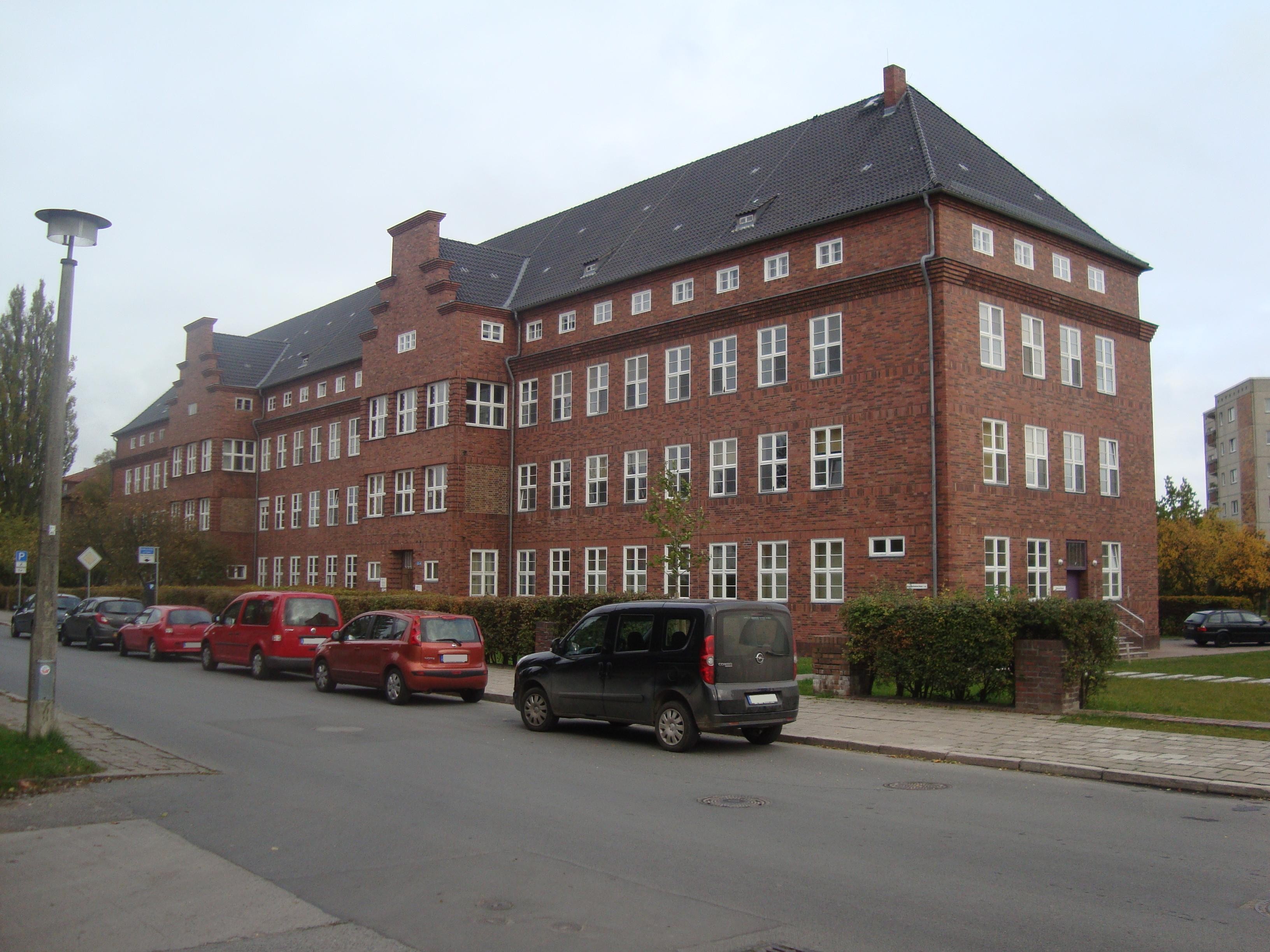
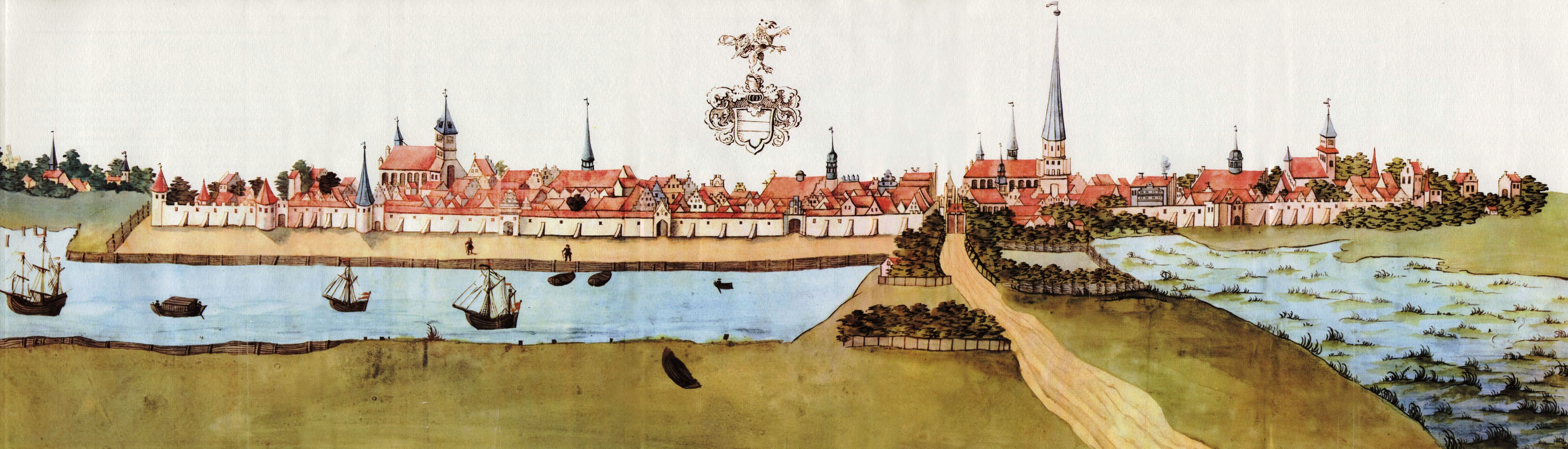
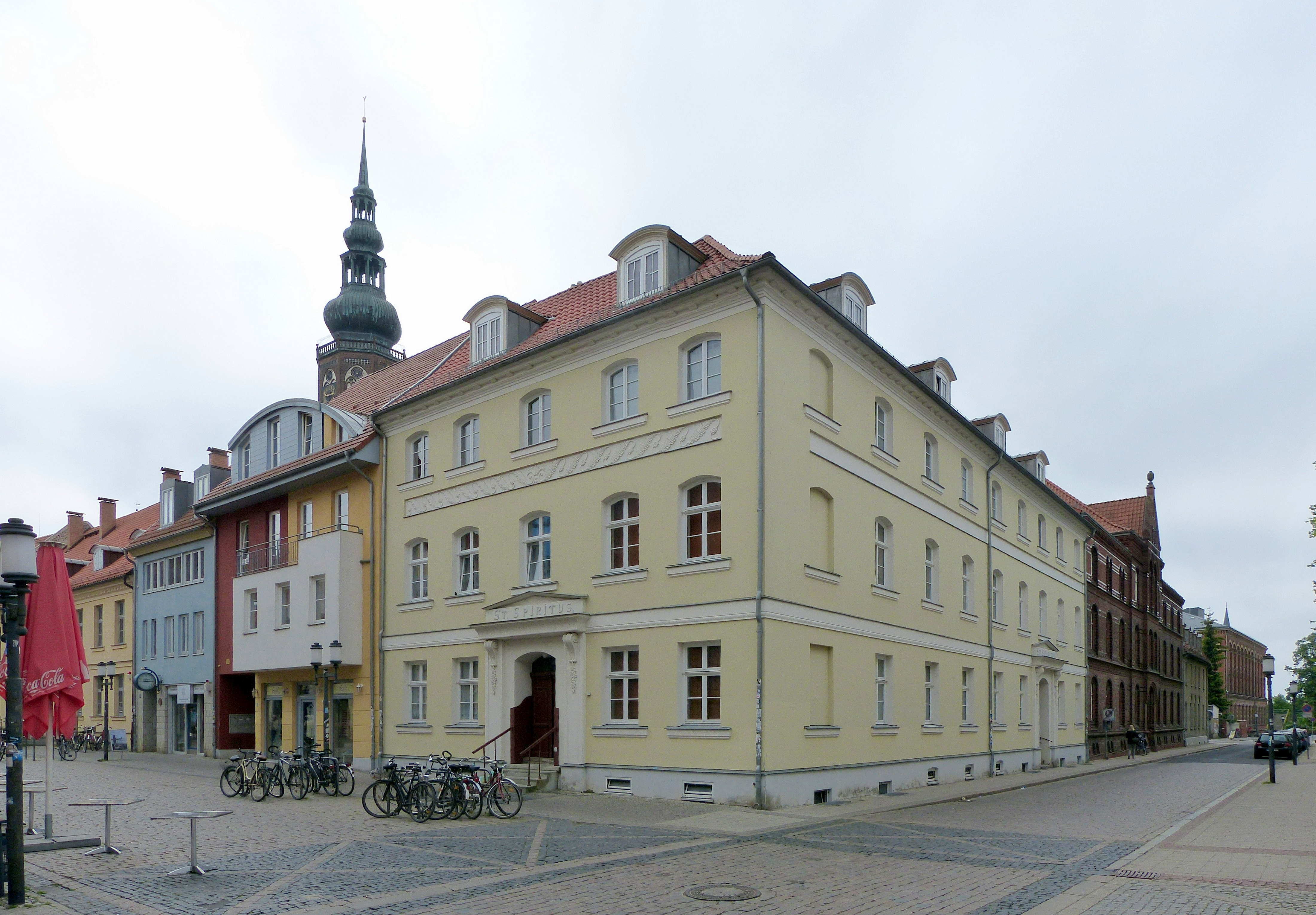